# Strategická průmyslová zóna
Strategické průmyslové zóny představují strategické projekty, které jsou uskutečňovány v oblasti průmyslových nemovitostí v rámci České republice za pomocí tzv. Programu na podporu rozvoje průmyslových zón. Podle agentury pro podporu podnikání a investic CzechInvest můžeme tyto objekty definovat jako: „Zóny o výměře minimálně 200 ha nebo o výměře nejméně 100 ha, kdy je zóna realizována v zastavěném, ale nevyužívaném území. Dále jsou to rovněž zóny připravované pro významného či vážného investora, který se zaváže k realizaci významné výše investice a s tím i k vytvoření určitého počtu pracovních míst.“  Strategické průmyslové zóny vznikají nejčastěji v oblastech, kde je předpokládáno, že rozvoj těchto lokalit umožní velké zvýšení regionální úrovně a tím i zvýšení podílu vstupu investorů do České republiky. Jejich primárním cílem je tedy zisk strategických investorů z oblasti vyspělých technologií zpracovatelského průmyslu, či investorů podílejících se na budování a rozvoji technologických center, center strategických služeb a vytváření pracovních míst v oborech vědy a výzkumu. Příprava strategických zón probíhá vždy ve spolupráci Ministerstva průmyslu a obchodu, agentury CzechInvest a zástupců krajské a místní samosprávy.

## Seznam strategických průmyslových zón v České republice
| Název                       | Kraj            | Investor             |
| SPZ Kolín – Ovčáry          | Středočeský     | Toyota-PSA           |
| SPZ Drahotuše – Struhlovsko | Olomoucký       | LG. Philips Displays |
| SPZ Brno Černovická terasa  | Jihomoravský    | Honeywell            |
| SPZ Most – Joseph           | Ústecký         | Nemak                |
| SPZ Žatec – Triangle        | Ústecký         | -                    |
| SPZ Nošovice                | Moravskoslezský | Hyundai              |
| SPZ Ostrava – Mošnov        | Moravskoslezský | -                    |
| SPZ Cheb                    | Karlovarský     | -                    |
| SPZ Holešov                 | Zlínský         | -                    |
| SPZ Přerov – Bochoř         | Olomoucký       | -                    |
| SPZ Solnice - Kvasiny       | Královéhradecký | Škoda Auto           |

## Vývoj
První strategickou průmyslovou zónou, která se začala v roce 1999 připravovat, byla průmyslová zóna Drahotuše – Stuhlovsko v Olomouckém kraji. Tato průmyslové zóna byla budována pro investiční záměr společnosti Phillips. Další podpořenou zónou byla zóna Kolín – Ovčáry, která byla budována pro strategického investora, a nakonec do této zóny vstoupilo konsorcium společností Peugeot Citroën Automobiles S.A. a Toyota Motor Corporation. Následovala průmyslová zóna Černovická terasa. Do roku 2004 byly podpořeny ještě zóny Most – Joseph, Žatec – Triangle a část průmyslového areálu Škody Plzně (revitalizace). Do roku 2004 byly ta jako strategické průmyslové zóny odsouhlasené vládou ČR SPZ Cheb a SPZ Nošovice. Vybírali se v této době další možní strategické průmyslové zóny, a to z několika návrhů, například zóny Solnice – Kvasiny, Ostrava Mošnov, letiště Holešov nebo Nýřany – Tlučná.
Zóna Ostrava Mošnov získala statut strategické průmyslové zóny v roce 2005 stejně, tak průmyslová zóna Solnice – Kvasiny v Královéhradeckém kraji. Zóna Holešov získala statut SPZ pak v roce 2006. V roce 2011 agentura Czech Invest operovala s pěti strategickými zónami, které nebyli zcela naplněné a to Ostrava – Mošnov, Žatec Triangel, Most – Joseph, Holešov a Kolín – Ovčáry. V následujících letech se povedlo zaplnit zóny Kolín – Ovčáry a Žatec – Triangel. Rovněž se postupně i měnila pravidla pro podporu průmyslových zón a definice strategických projektů. V roce 2016 to byla jedna z následujících tří možností.
1. Průmyslová zóna o výměře nejméně 100 ha, resp. 50 ha v případě Brownfield označená za strategickou Správcem programu na základě doporučení Určené organizace.
2. Průmyslová zóna o výměře nejméně 30 ha v okresech s mírou nezaměstnanosti nejméně o 50 % vyšší, než je průměrná míra nezaměstnanosti v České republice označená za strategickou Správcem programu na základě doporučení Určené organizace.
3. Průmyslová zóna označená za strategickou Vládou ČR.

V tomto roce Vláda ČR schválila i další strategickou průmyslovou zónu a to Přerov – Bochoř, tato zóna však ležela v roce 2021 stále ladem. V současnosti není již vypsán program, který by přímo nějak definoval strategickou zónu a jde se spíš cestou menších technologických parků. Zóny Ostrava – Mošnov, Most – Joseph a Holešov jsou v systému investičních pobídek označeny jako zvýhodněné průmyslové zóny, čili stát se stále snaží o obsazení těchto zón. 

## Program na podporu rozvoje průmyslových zón
Program na podporu rozvoje průmyslových zón je financován ze státního rozpočtu a podporuje zóny s investorem, který získá investiční pobídky nebo strategické projekty. Program obsahuje mimo jiné další čtyři podprogramy, které se zabývají jednotlivými možnostmi budování a revitalizací průmyslových zón. Program však nehradí výdělečné inženýrské sítě jako např. voda, kanalizace, elektřina apod.

#### Podprogramy
- Příprava průmyslových zón
- Regenerace nevyužívaných průmyslových areálů (brownfield)
- Výstavba a rekonstrukce nájemních objektů
- Akreditace průmyslových zón – zvyšování konkurenceschopnosti průmyslových zón

Mezi příjemce podpory řadíme rozvojové společnosti, podporované podniky, územní a samosprávné celky a jejich svazky.

#### Podpora je realizována pomocí
- Přímé dotace
- Dotace na hrazení úroků z bankovních úvěrů
- Dotace na hrazení splátek jistiny z bankovních úvěrů formou návratné finanční výpomoci[10]

#### Výše podpory
- Nákladová mezera – liší se podle typu projektu a příjemce podpory – zpravidla ve výši 46 % uznatelných nákladů, 75 % u některých projektů měst a obcí, v případech rozvoje, regenerace, či výkupu u Strategického podnikatelského parku až 100 % uznatelných nákladů.
- Na marketing a management podnikatelských nemovitostí – podpora je poskytována formou dotace v maximální výši 400 000 Kč na úhradu až 80 % účelně vynaložených nákladů spojených s účastí na školení, s pořízení technického a programového vybavení s přípravou a pořízením marketingových materiálů. [10]